# Trudel Wulle
Trudel Wulle (eigentlich Gertrud Schultheiß, geborene Wulle; * 10. Oktober 1925 in Heilbronn; † 15. November 2021 in Wildberg) war eine deutsche Schauspielerin.

## Leben
Trudel Wulle wuchs in Heilbronn auf, wo ihre Eltern 1944 bei einem Luftangriff ums Leben kamen. Sie gehörte zum Ensemble des 1946 bis 1948 bestehenden Volkstheaters in Stuttgart, wo sie an der Seite ihres späteren Ehemannes in Operetten wie Maske in Blau und Im weißen Rößl (als Wirtin) spielte.
Wulle wurde hauptsächlich durch ihre Mitwirkung in zahlreichen schwäbischen Mundarthörspielen des Südwestfunk- bzw. Südwestrundfunk-Landesstudios Tübingen bekannt. Außerdem spielte sie in den Fernsehserien Köberle kommt (1983) und Der Eugen (1986) sowie in dem Mehrteiler Laible und Frisch (2009) mit.
Trudel Wulle heiratete 1950 den Schauspieler Walter Schultheiß, mit dem sie auch gemeinsam bei Lesungen auftrat. Nach der Geburt ihres Sohnes (1955) verzichtete sie auf Theaterengagements. Das Ehepaar lebte zuerst in Oberaichen, später in Wildberg. Das Paar hat zwei Enkeltöchter.

## Filmografie (Auswahl)
- 1963: Schwäbische Geschichten (Fernsehserie, eine Folge)
- 1968: Chronik der Familie Nägele (Fernsehserie, eine Folge)
- 1972: Ein Chirurg erinnert sich (Fernsehserie, eine Folge)
- 1973: Tatort – Stuttgarter Blüten
- 1977: Tatort – Himmelblau mit Silberstreifen
- 1982–1986: Der Eugen (Fernsehserie, 18 Folgen)
- 1983: Köberle kommt (Fernsehserie, zehn Folgen)
- 1986–1988: Auberle & Co. KG (Zeichentrick, Synchronisation)
- 2000: Tatort – Bienzle und das Doppelspiel
- 2002: Tatort – Bienzle und der süße Tod
- 2005: Berlin, Berlin (Fernsehserie, eine Folge)
- 2009–2010: Laible und Frisch (Fernsehserie, zwölf Folgen)
- 2012: SOKO Stuttgart (Fernsehserie, eine Folge)
- 2017: Laible und Frisch –  Do goht dr Doig (Kinofilm)